# Shōgo Sakamoto
Shōgo Sakamoto (jap. 阪本 奨悟, Sakamoto Shōgo; * 13. Juni 1993 in der Präfektur Hyōgo) ist ein japanischer Schauspieler.
Er spielte Ryōma Echizen in der vierten Generation von Tenimyu, der Musicalbearbeitung der Anime-Serie The Prince of Tennis. Auch hatte er eine Rolle in dem Musical des Anime Kuroshitsuji als Ciel Phantomhive.

## Filmografie
- 2007: Koisuru Nichiyoubi: Sotsugyou - Haru no Uso
- 2007: Obanzai!
- 2009: Aibou 8
- 2010: Sunao ni Narenakute
- 2010: Hammer Session!

## Auftritte
- Kuroshitsuji The Musical als Ciel Phantomhive (2009)
- Tenimyu: The Prince of Tennis Musical Series (als Ryoma Echizen)
- The Prince of Tennis Musical: The Progressive Match Higa Chuu feat. Rikkai (Winter 2007–2008)
- The Prince of Tennis Musical: Dream Live 5th (2008)
- The Prince of Tennis Musical: The Imperial Presence Hyotei Gakuen feat. Higa Chuu (2008)
- The Prince of Tennis Musical: The Treasure Match Shitenhouji feat. Hyotei Gakuen (2008–2009)
- The Prince of Tennis Musical: Dream Live 6th (2009)